# Stefan Richtstein
Stefan Richtstein (* 16. Juni 1959 in Kleve) war bis Ende 2006 Vorstand der Technische Werke Ludwigshafen AG in Ludwigshafen am Rhein. Er war  Geschäftsführer der Wirtschaftsbetriebe der Stadt Norden GmbH in Norden. Nach dem Minus von einer Million Euro im Jahr 2013 hat der Aufsichtsrat der Wirtschaftsbetriebe sich dafür ausgesprochen, sich von ihm zu trennen.
Stefan Richtstein wurde 1959 als Sohn der Eheleute Alfred Deymann und Vera Surek in Kleve geboren. Nach seinem Abitur am Konrad-Adenauer-Gymnasium in Kleve-Kellen studierte er in Essen Wirtschaftswissenschaften.
Von 1986 bis 1991 arbeitete er bei der SCHITAG Schwäbische-Treuhand AG. Seit 1991 ist er in der Versorgungswirtschaft in Dresden, Leipzig und Bremerhaven tätig gewesen.
Stefan Richtstein ist verheiratet und hat drei Kinder.
| Personendaten    | Personendaten         |
| ---------------- | --------------------- |
| NAME             | Richtstein, Stefan    |
| KURZBESCHREIBUNG | deutscher Unternehmer |
| GEBURTSDATUM     | 16. Juni 1959         |
| GEBURTSORT       | Kleve                 |